# Paola Vukojicic
Paola Vukojicic, argentinska hokejistka na travi, * 28. avgust 1974, Buenos Aires.
Igra na položaju vratarke za argentinsko izbrano vrsto, za katero je prvič zaigrala na SP 1998 v nizozemskem mestu Utrecht.
Klubsko kariero je začela v klubu San Isidro.

## Uspehi
Osvojila je srebrno odličje na OI 2000 in bronasto odličje na OI 2004 v Atenah.